# Totensee
Le Totensee (en allemand : Totensee) est un lac situé au col du Grimsel en Suisse.

## Géographie
Le Totensee, d'une superficie de 18 ha, est situé au col du Grimsel, sur la ligne de partage des eaux entre le Rhin et le Rhône. Le col du Grimsel marque la frontière entre les cantons de Berne et du Valais.

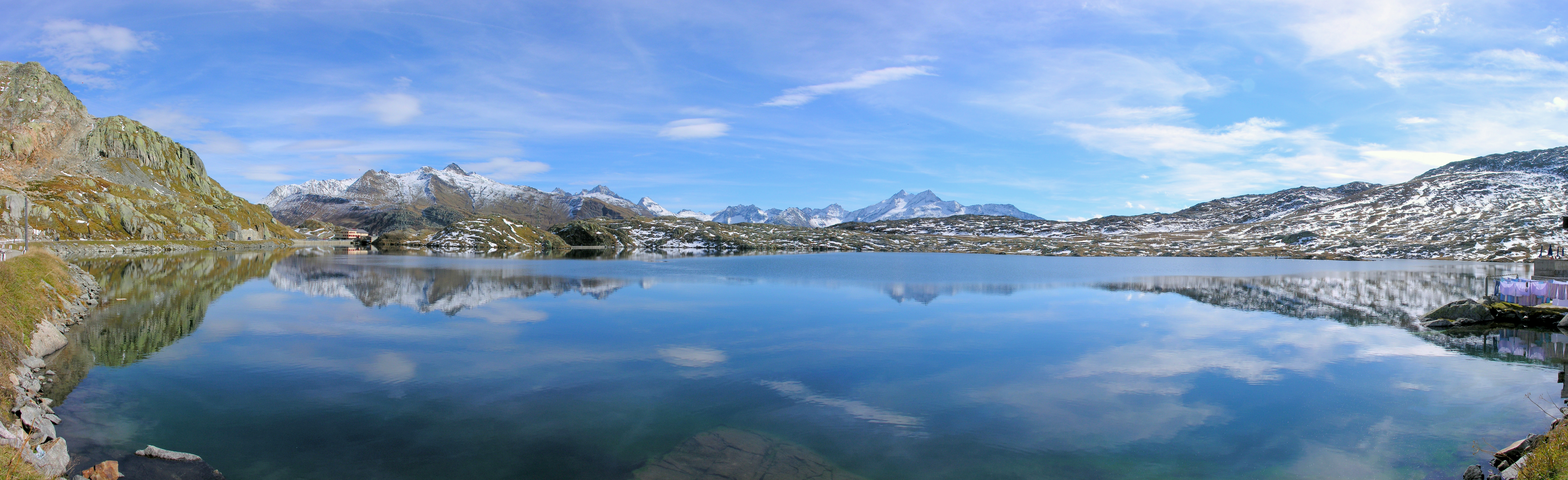
Le Totensee au col du Grimsel.

Son émissaire évacue les eaux vers le Grimselsee, sur le bassin hydrographique de l'Aar, donc du Rhin.

## Étymologie et histoire
Le nom du lac fait référence à la mort, töten signifiant tuer en allemand. En effet, en 1211 après la bataille d'Ulrichen 800 soldats de l'armée du duc Berthold V de Zähringen poursuivis par les Valaisans victorieux et tentant de se regrouper auprès du col du Grimsel furent rattrapés, à nouveau battus et se noyèrent dans le lac.

## Sources
- (de) Cet article est partiellement ou en totalité issu de l’article de Wikipédia en allemand intitulé « Totensee » (voir la liste des auteurs).